# Melipilla
Melipilla (del mapudungun: meli pillañ ‘cuatro pillanes’) es una de las 52 comunas de la Región Metropolitana de Santiago, siendo esta la capital de la provincia de Melipilla. Situada al suroeste de Santiago de Chile, entre la Cordillera de la Costa, es una de las ciudades satélite más importantes para el Gran Santiago.
La comuna de Melipilla tiene límite territorial con otras 10 comunas, por el Norte están María Pinto y una parte de Curacaví; Por el Sur están San Pedro (Chile) y Alhué; Por el Este limita con Isla de Maipo, El Monte, Peñaflor, Padre Hurtado en la provincia de Talagante además de Paine en la provincia del Maipo; Y por el Oeste limita con San Antonio en la Región de Valparaíso. Tiene una superficie de 1338 km². La comuna central, sin considerar el resto de la provincia, en 2025 tiene 150.466 habitantes (basado en el censo 2017 con 123.627 habitantes) .

## Historia

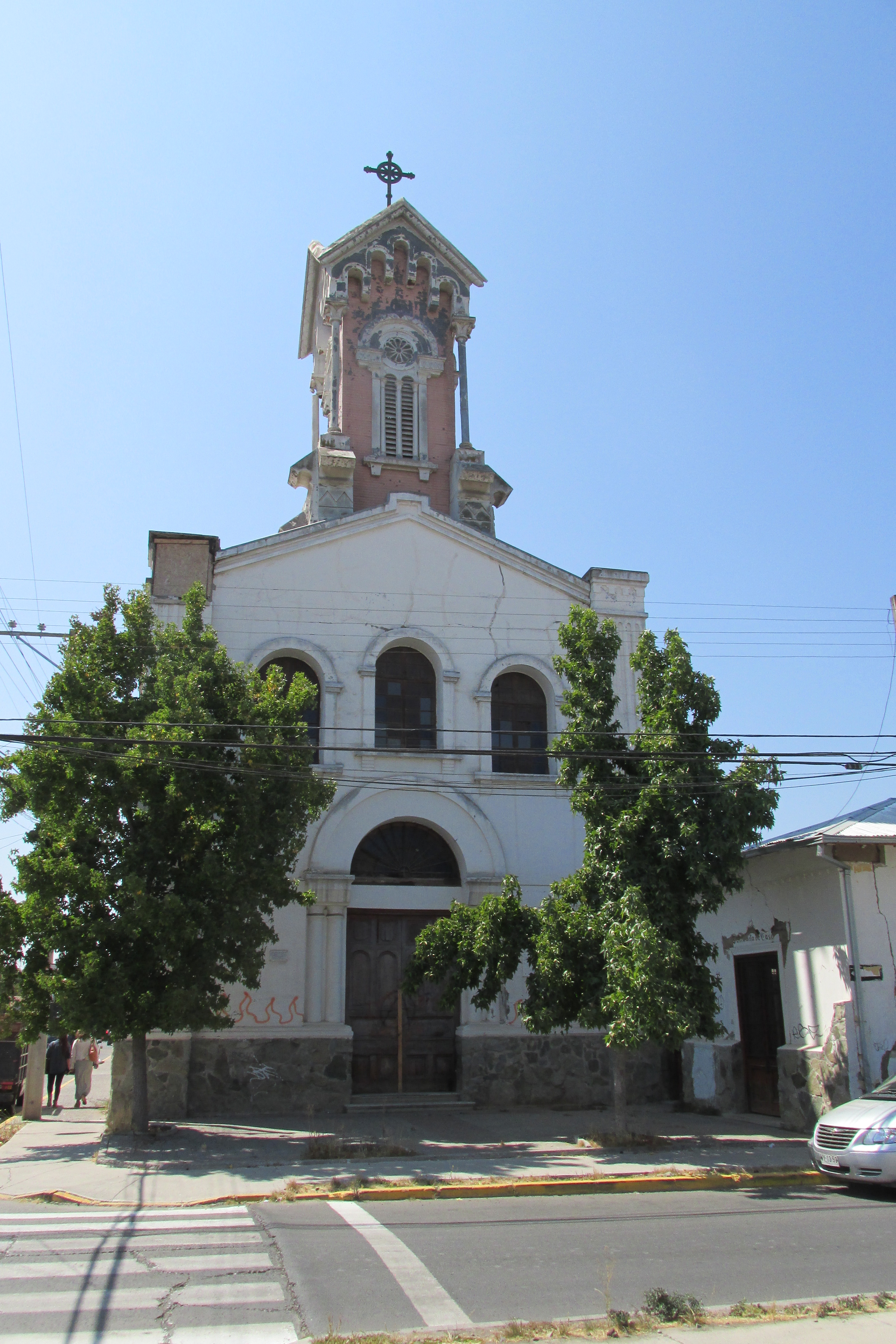
Iglesia y claustro de San Agustín, una de las construcciones más antiguas de la ciudad.

La zona está habitada desde la última glaciación (aprox 11.000 a. C.. Desde allí grupos de cazadores y de recolectores pertenecientes al Periodo Arcaico de América hicieron su ingreso a los valles. Con posterioridad, en relación con el periodo agroalfarero temprano se pueden encontrar otros vestigios que son continuados por las culturas Bato y Llolleo.
En el siglo XV entra en contacto con la cultura Inca y esta establece en Talagante un mitimae gobernado por el príncipe Tala Canta Ilabe. A poco de haber entrado los incas los siguen los españoles, a quienes los locales llamaron wingka  en mapudungún. Los mapuches que vivían en esta zona eran llamados picones o promaucaes. El centro étnico de los picones más eminente parece haber radicado en el pago de Pico, situado en las cercanías de Melipilla. Precisamente, setenta indígenas picones fueron encomendados al obispo Rodrigo González Marmolejo, por Valdivia. Tuvo más tarde el disfrute de la encomienda, Antonio González Montero, sobrino del eclesiástico. En el siglo XVIII, existía en las cercanías de Pomaire, el pueblo de Pico, ubicado en la hacienda del mismo nombre, a unos 8 km al noroeste de Melipilla (33°37′31.28″S 71°16′16.19″O / -33.6253556, -71.2711639). Probablemente, Pico fue una cabecera de relieve, desde que un cacique con ese nombre aparecía entre las "cabezas" excelsas del Reino, en tiempos de Valdivia.
En otro orden, el mismo conquistador donó a Juan Bautista Pastene una encomienda, en 1550, en la que se incluyeron

«Los caciques llamados Antequilica e Chumavo o Catalogna con todos sus indios... que tienen su tierra en la provincia de los picones e valle llamado de Poangui... con más las tierras e asiento que tienen los dichos caciques cerca del río Maipo, llamado Pico, para sembrar los años que son de sequía que por no tener agua el valle dicho de Poangue van allí a sembrar e lo tienen por suyo de tiempos pasados»
CDIHCh, la., XVIII: 445.

### Fundación
El corregidor de Melipilla don Francisco de Rosas y Ovalle, en representación de los pobladores de aquel distrito, pidió al Gobernador que en cumplimiento de las cédulas reales que habían hablado, dispusiese la fundación de una villa en que pudieran reunirse las familias que vivían desparramadas en ese distrito. En septiembre de 1742 José Manso de Velasco había ido a Valparaíso a visitar sus fortificaciones. De regreso de ese puerto, se detuvo en el valle de Melipilla, y después de reconocer por sí mismo la localidad, decretó, con fecha de 11 de octubre, el establecimiento de una villa en un llano extenso y ameno situado a cerca de media legua de la orilla norte del río Maipo, la cual tendría por nombre Logroño de San José. El corregidor del distrito quedó encargado de ejecutar la erección con arreglo a las instrucciones que se seguían en tales Casos.
Melipilla fue oficialmente fundada el 11 de octubre de 1742 por José Manso de Velasco.

### SigloXIX
El 1 de septiembre de 1893 se inaugura la estación de ferrocarriles de Melipilla. Francisco Solano Asta-Buruaga y Cienfuegos escribió en 1899 en su Diccionario Geográfico de la República de Chile: 438  sobre el lugar:

Melipilla.-—Ciudad, capital del departamento de su nombre. Está situada en los 33º 44' Lat. y 71º 12' Lon. y á 120 metros sobre el nivel del Pacífico, ocupando un sitio despejado y plano de un hermoso y abierto valle, y distante tres kilómetros de la orilla norte ó izquierda del río Maipo y 65 hacia el SO. de la ciudad de Santiago. Su planta es bien ordenada y dividida en calles rectas de proporcionado ancho en dirección de N. á S. y de E. á O. con una bella plaza en el centro. Contiene las iglesias matriz, de San Agustín y de la Merced, regulares edificios públicos, un buen hospital, cárcel, hotel, cuatro escuelas gratuitas y otros establecimientos privados de educación, oficinas de registro civil, de correo y telégrafo, &c. Su población cuenta 3,341 habitantes. Es asiento de municipio que comprende el territorio de las subdelegaciones del título y del Matadero de su propio departamento. Fundóse por el Presidente Don José Manso de Velasco en 11 de octubre de 1742 y se le dió el título de villa de Logroño de San José por el nombre de su fundador y de la ciudad de España de la que éste era natural: pero prevaleció el uso de llamarla Melipilla, por el nombre indígena del valle en que se asentó, fundación que fué aprobada por real cédula de 29 de julio de 1749. Existía ya en su asiento un pequeño caserío, que traía origen de una fábrica de paños que en él había establecido por los años 1603 á 1605 el Gobernador Alonzo de Rivera. En años posteriores hasta la época de la República permaneció casi estacionaria en su condición de un pequeño pueblo, no habiendo entrado en su actual vía de adelantos sino desde un tiempo no lejano al en que, por decreto de 20 de diciembre de 1870, se le confirió el título de ciudad. El nombre de Melipilla, que era el primitivo del indicado valle, se supone provenir de meli, cuatro, y de pillañ, el dios del rayo y trueno de los araucanos (cuatro dioses); pero parece ser más bien inmutación de meliypyl, espacio cuadrado ó de cuatro lados, que aparentemente presenta la forma de dicho valle por las alturas que lo limitan.

### SigloXX
El geógrafo chileno Luis Risopatrón lo describe como una ‘ciudad’ en su libro Diccionario Jeográfico de Chile en el año 1924:: 543 

Melipilla (Ciudad) 33° 42' 71° 13'. Es bien ordenada, está compuesta de unas 70 manzanas cortadas en ángulo recto por calles derechas, que corren de N a S i de E a W, agrupadas alrededor de una plaza i se encuentra situada al S de la estación del ferrocarril, que tiene 176 m de altitud, en un hermoso, i fértil llano, a 3 kilómetros al N de la ribera N del rio Maipo. Fué fundada por el Presidente don José Manso de Velasco el 11 de octubre de 1742, sobre la base de una fábrica de paños fundada por el Gobernador don Alonso de Rivera, por los años de 1603 a 1605; Manso la denominó la villa de San José de Logroño, por el nombre de su fundador i el de la ciudad de España de la que era natural, pero prevaleció el uso de llamarla Melipilla, del nombre de los terrenos del cacique picón en que se construyó. Obtuvo el título de ciudad el 20 de diciembre de 1870 i en 1907 tenia una proporción de alfabetos de 34,7%. En 1921 se rejistro 470,8 mm de agua caida en 19 dias de lluvia, con 102 mm de máxima diaria. 2, II, p. 67; i 2, 19, p. 321; 3, II, p. 600 (Alcedo, 1787); 63, p, 270; 66, p. 319; 101, p. 1271; 104, p. 32; 115, pl. 39; 155, p. 438; i 156.

## Medio ambiente

### Geomorfología y componentes abióticos
La comuna de Melipilla se encuentra emplazada en las unidades geomorfológicas de Planicie marina o fluviomarina, Cuenca granítica marginal y Cordillera de la costa.
Presenta según la clasificación climática de Köppen clima mediterráneo de lluvia invernal (Csb) y clima mediterráneo de lluvia invernal de altura (Csb (h)).
| Parámetros climáticos promedio de Melipilla | Parámetros climáticos promedio de Melipilla | Parámetros climáticos promedio de Melipilla | Parámetros climáticos promedio de Melipilla | Parámetros climáticos promedio de Melipilla | Parámetros climáticos promedio de Melipilla | Parámetros climáticos promedio de Melipilla | Parámetros climáticos promedio de Melipilla | Parámetros climáticos promedio de Melipilla | Parámetros climáticos promedio de Melipilla | Parámetros climáticos promedio de Melipilla | Parámetros climáticos promedio de Melipilla | Parámetros climáticos promedio de Melipilla | Parámetros climáticos promedio de Melipilla |
| Mes                                         | Ene.                                        | Feb.                                        | Mar.                                        | Abr.                                        | May.                                        | Jun.                                        | Jul.                                        | Ago.                                        | Sep.                                        | Oct.                                        | Nov.                                        | Dic.                                        | Anual                                       |
| ------------------------------------------- | ------------------------------------------- | ------------------------------------------- | ------------------------------------------- | ------------------------------------------- | ------------------------------------------- | ------------------------------------------- | ------------------------------------------- | ------------------------------------------- | ------------------------------------------- | ------------------------------------------- | ------------------------------------------- | ------------------------------------------- | ------------------------------------------- |
| Temp. máx. abs. (°C)                        | 38.5                                        | 37.7                                        | 35.8                                        | 33.1                                        | 30.1                                        | 27.1                                        | 27.9                                        | 31.1                                        | 33.8                                        | 35.7                                        | 36.1                                        | 37.2                                        | 38.5                                        |
| Temp. máx. media (°C)                       | 30.9                                        | 30.2                                        | 27.9                                        | 24.1                                        | 19.1                                        | 14.9                                        | 12.9                                        | 18.1                                        | 20.1                                        | 24.9                                        | 27.9                                        | 30.1                                        | 23.4                                        |
| Temp. media (°C)                            | 22.5                                        | 21.8                                        | 19.5                                        | 16.1                                        | 12.1                                        | 10                                          | 7.5                                         | 11.1                                        | 12.9                                        | 16.3                                        | 19                                          | 21.5                                        | 15.9                                        |
| Temp. mín. media (°C)                       | 14.1                                        | 13.5                                        | 11.1                                        | 8.2                                         | 5.1                                         | 3.2                                         | 2.1                                         | 4.1                                         | 5.8                                         | 7.7                                         | 10.1                                        | 12.9                                        | 8.1                                         |
| Temp. mín. abs. (°C)                        | 6.4                                         | 6.1                                         | 2.1                                         | -2.9                                        | -5.1                                        | -7.7                                        | -6.2                                        | -3.2                                        | -1.2                                        | 0.9                                         | 5.4                                         | 6.1                                         | -7.7                                        |
| Precipitación total (mm)                    | 0.1                                         | 0.9                                         | 1.6                                         | 19.0                                        | 84.2                                        | 111.2                                       | 97.2                                        | 76.2                                        | 21.8                                        | 2.5                                         | 1.9                                         | 0.1                                         | 417.1                                       |
| Días de precipitaciones (≥ 1 mm)            | 0                                           | 0                                           | 1                                           | 2                                           | 6                                           | 9                                           | 7                                           | 5                                           | 2                                           | 1                                           | 1                                           | 0                                           | 34                                          |
| Fuente: MSN 2008                            |                                             |                                             |                                             |                                             |                                             |                                             |                                             |                                             |                                             |                                             |                                             |                                             |                                             |

Esta además se halla entre las cuencas hidrográficas de Costeras entre el río Maipo y río Rapel, río Maipo y río Rapel. Además, la comuna posee diversos cuerpos de agua, entre los que se destacan el río Maipo, el río Puangue, estero La Higuera, estero Cholqui, estero Popeta, laguna esmeralda y el tranque de Huechún.

### Componentes bióticos

Trazado simplificado de los ecosistemas y cuerpos de agua presentes en la comuna de Melipilla.

Dentro del territorio de la comuna se pueden hallar los siguientes ecosistemas:
- Bosque caducifolio mediterráneo costero donde predominan Nothofagus macrocarpa y Ribes punctatum (Vulnerable)
- Bosque esclerófilo mediterráneo andino donde predominan Quillaja saponaria y Lithrea caustica (Vulnerable)
- Bosque esclerófilo mediterráneo costero donde predominan Cryptocarya alba y Peumus boldus (Vulnerable)
- Bosque esclerófilo mediterráneo costero donde predominan Lithrea caustica y Cryptocarya alba (Casi amenazado)
- Bosque espinoso mediterráneo costero donde predominan Acacia caven y Maytenus boaria (Vulnerable)
- Matorral bajo mediterráneo costero donde predominan Chuquiraga oppositifolia y Mulinum spinosum (Vulnerable)

### Medidas de protección ambiental y conflictos socioambientales
Hasta 2022, la comuna de Melipilla cuenta con las siguientes zonas que poseen algún nivel de protección ambiental:
- Alhué (Paisaje de Conservación)[17]
- Cerros limítrofes Melipilla-San Antonio (Sitios ERB)[18]
- Cordón de Cantillana (Sitios Ley 19.300)[19]
- Humedal Río Maipo de Isla de Maipo (Humedal urbano)[20]
- Las Lomas-Cerro Pelucón (Sitios ERB)[21]
- Mallarauco (Sitios ERB)[22]
- Predio Palmar de Lillahue (Iniciativa de Conservación Privada)[23]
- río Maipo (Sitios ERB)[24]
- San Pedro Nororiente (Sitios ERB)[25]
- Santuario Altos de Cantillana (Iniciativa de Conservación Privada)[26]
- Santuario de la Naturaleza Horcón de Piedra (Fundo Rinconada de Chocalán) (Santuario de la Naturaleza)[27]
- Santuario de la Naturaleza Predio Sector "Altos de Cantillana - Horcón de Piedra y Roblería Cajón de Lisboa" (Santuario de la Naturaleza)[28]
- Santuario de la Naturaleza San Juan de Piche (Santuario de la Naturaleza)[29]

## Administración

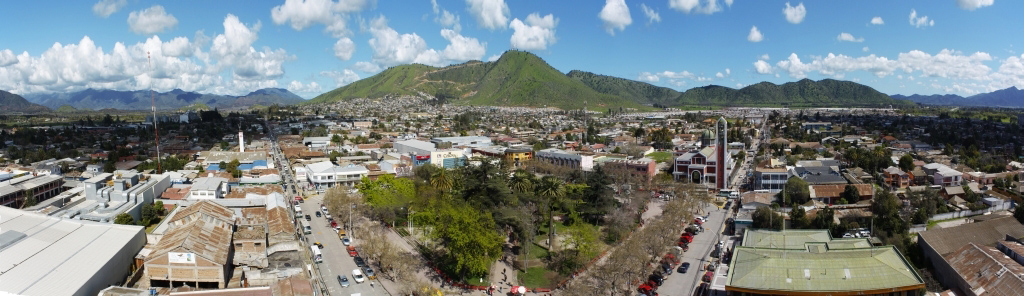
Vista panorámica de Melipilla.

### Municipalidad
La Ilustre Municipalidad de Melipilla es dirigida por la alcaldesa Paula Gárate Rojas (UDI), durante el período correspondiente de 2024 a 2028, la cual es asesorada por los concejales:
- José Miguel Bolados Correa (REP)
- Nicolás Martínez Urizar (PS)
- Pamela Acuña Armijo (RN)
- Víctor Loyola Valladares (Ind./FRVS)
- Martín Salazar González (Ind./UDI)
- Mario Carmona Rojas (Ind./UDI)
- José Luis Cabión Dianta (FA)
- Paola Palacios Núñez (FA)

### Representación parlamentaria
Melipilla integra el distrito electoral n.º 14 y pertenece a la 7.ª circunscripción senatorial (Región Metropolitana). De acuerdo a los resultados de las elecciones parlamentarias de Chile de 2021, Melipilla es representada en la Cámara de Diputados del Congreso Nacional por los siguientes diputados en el periodo 2022-2026:
Apruebo Dignidad (2)
- Marisela Santibáñez (PCCh)
- Camila Musante Müller (Ind/AD)

Socialismo Democrático (2)
- Raúl Leiva Carvajal (PS)
- Leonardo Soto Ferrada (PS)

Chile Vamos (1)
- Juan Antonio Coloma Álamos (UDI)

Fuera de coalición:
- Juan Irarrázaval Rossel (REP)

A su vez, en el Senado la representan Fabiola Campillai Rojas (Ind), Claudia Pascual (PCCh), Luciano Cruz Coke (EVOP), Manuel José Ossandon (RN) y Rojo Edwards (PRCh) en el periodo 2022-2030.

## Economía
En 2018, la cantidad de empresas registradas en Melipilla fue de 2.804. El Índice de Complejidad Económica (ECI) en el mismo año fue de 1,23, mientras que las actividades económicas con mayor índice de Ventaja Comparativa Revelada (RCA) fueron Elaboración de Quesos (162,89), Venta al por Mayor de Animales Vivos (98,76) y Cría de Aves de Corral para Producción de Carne (88,96).

### Tiendas y Servicios
La comuna cuenta con todo tipo de tiendas y servicios. Existen tiendas locales y otras de carácter nacional como Falabella, Sodimac, Tricot, Hites, Abcdin, Corona, Construmart, Family Shop, Hush Puppies, Fashion's park, París (tienda por departamento), entre otras más. Servicios de correos: Corres de Chile, Starken, Wenster union, Chilexpress. Supermercados como Tottus, Santa Isabel (supermercado), Líder, SuperBodega aCuenta, Romanini.
También cuenta con un mall Espacio Urbano. Servicios de restaurantes locales y nacionales como McDonald's, Papa John's, Pizza Hut, Doggis, entre otros. Cuenta con centros médicos, farmacias, bancos, clínicas, todo tipo de servicios típicos de una urbe.

### Atractivos turísticos
Melipilla cuenta con gran variedad de panoramas turísticos: 

### Cerro Horcón de Piedra

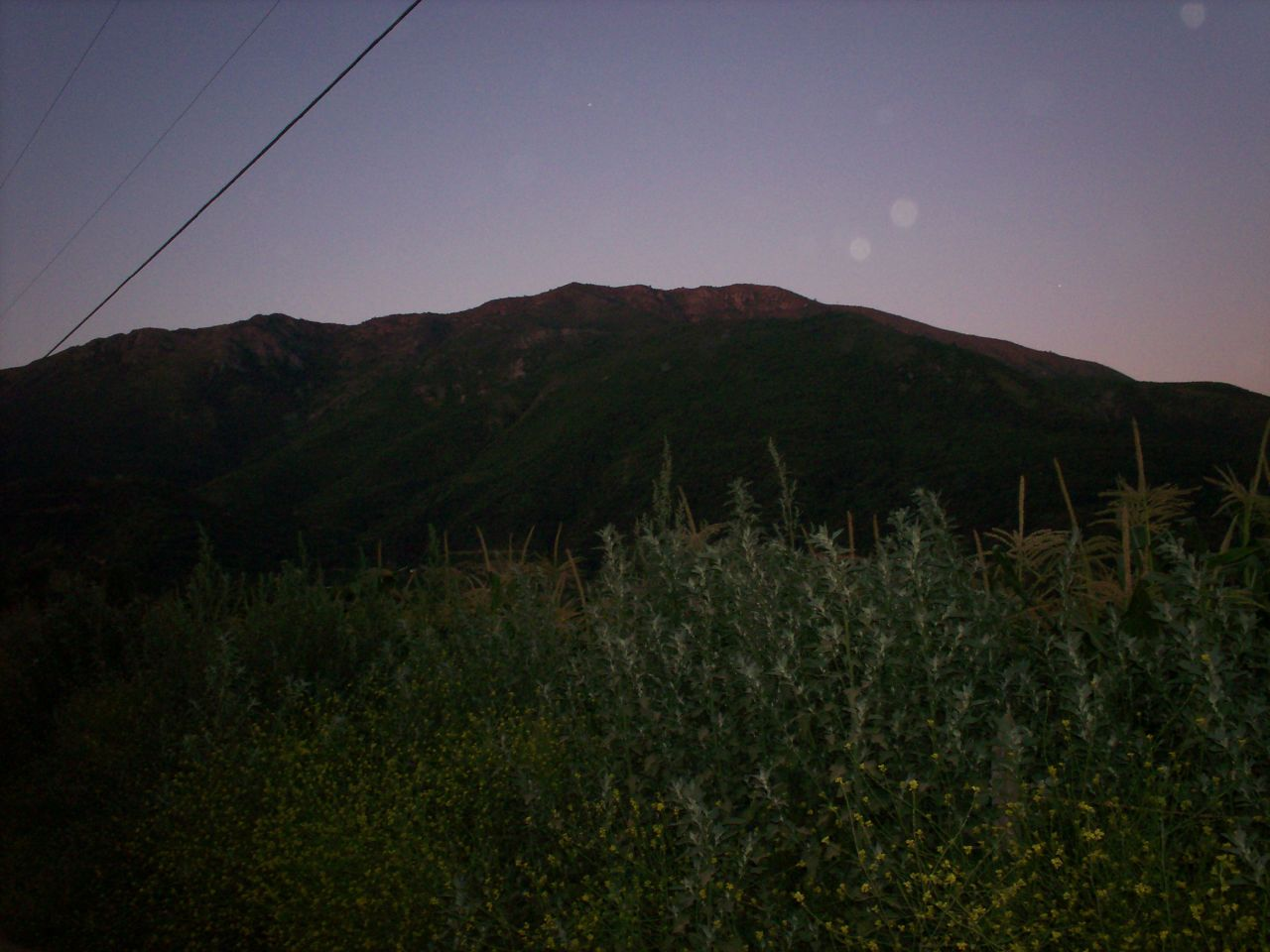
Cerro Horcón de Piedra.

El cerro Horcón de Piedra se ubica a la altura de la Angostura de Paine, al suroeste de la Laguna de Aculeo. Mantiene un bosque nativo (destacando especialmente el roble y el peumo) en cuyas laderas y senderos se puede llegar a observar los cerros Mercedario, Ramada, Aconcagua, Alto de los Leones, Juncal, Riso Patrón, La Paloma, Cerro Altar, Plomo, Tupungato, Piuquenes, Mesón Alto, Cortaderas, Marmolejo, San José, Castillo, Palomo, Planchón, Azufre, Descabezado Grande, Azul y Longaví; abarcando así un amplio espectro de la cordillera central. Desde la cumbre es también posible divisar el mar y la bahía de San Antonio. En las noches, la vista a Santiago de Chile iluminado es una de las alternativas para disfrutar del paisaje.

### Pomaire
Pomaire es un pueblo pequeño de artesanos alfareros, pertenecientes a la comuna de Melipilla, a 50 kilómetros al oeste de Santiago. Su población es de 10 000 habitantes. 
Su principal atractivo es la calle principal donde se vende artesanía en greda (o arcilla) y se ofrecen los platos típicos de la cocina chilena, como son el pastel de choclo y la empanada. La cerámica se caracteriza por su tonalidad rojiza y superficie lisa y brillante. Su tradición alfarera se remonta desde antes de la llegada de los españoles. Es posible encontrar vasijas, pailas, adornos y artículos de decoración. Actualmente también se puede encontrar greda Esmaltada lo que mejora su calidad y apariencia. El comercio tiene como característica principal el de productor. El abanico de gente que elabora sus productos no solo confina al de materia prima de la greda, también hay artesanos en muebles rústicos y otra gama de manualidades dignas de rescatar.

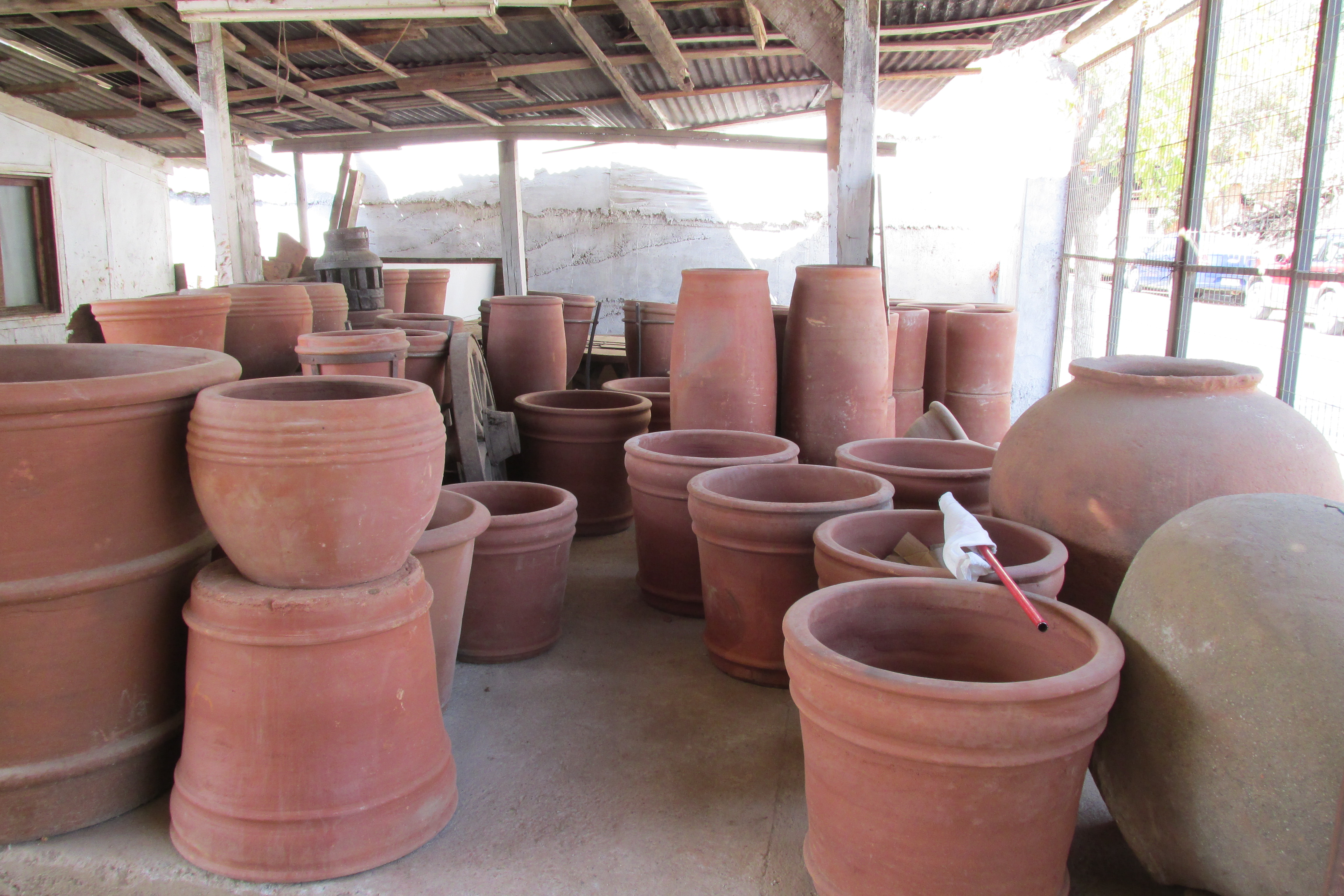
Artesanía de greda en Pomaire.
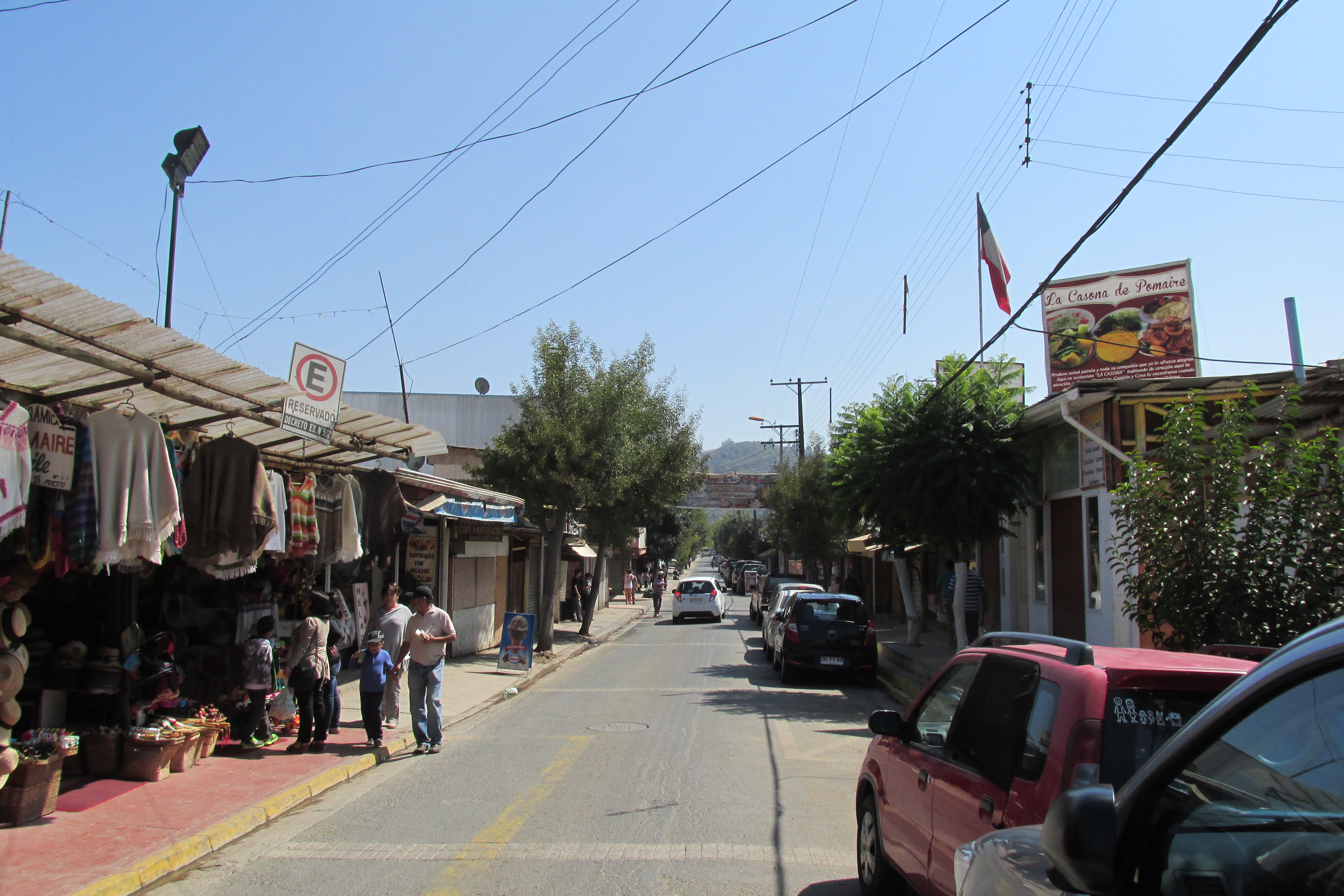
Calle San Antonio, destacada por su presencia de artesanos.
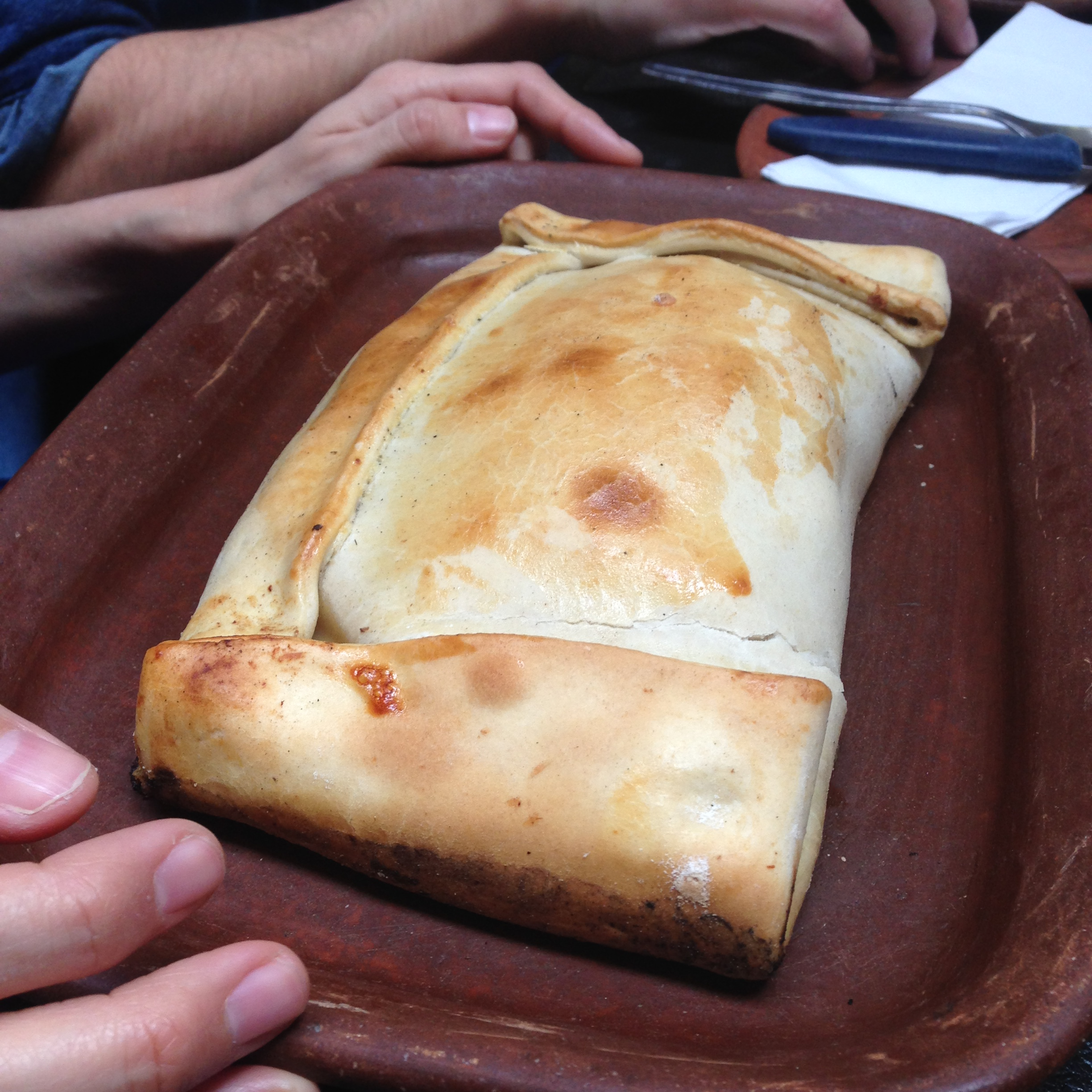
Empanada de un kilo, típica de Pomaire.

### Ruta del Queso
La Ruta del Queso permite a los visitantes conocer desde la crianza de las vacas hasta la fabricación de queso y otros productos lácteos. La ruta incluye distintos circuitos agroturísticos por las localidades de Mallarauco, Codigua y Puangue que permiten conocer queserías, granjas educativas, chicherías, paradores, restaurantes, viveros y antiguas construcciones que forman parte de la antigua arquitectura colonial de la zona. 
- Circuito Mallarauco: en esta visita es posible conocer los procesos productivos de queso del fundo "Hermanos Carrera", degustar exquisitos quesos en la sala de ventas "La Cabaña", almorzar lo más tradicional de la cocina nacional en algún parador de la zona, visitar Pomaire (optativo) y comprar plantas ornamentales en el "Vivero El Copihue".
- Circuito Codigua: en esta comuna el recorrido comienza con una visita al vivero "Los Copihues", para luego visitar la tradicional Chichería "Los Martínez", lugar donde podrás degustar chicha y empanadas. El circuito continúa con almuerzo típico en Parador "El Guacho" y una visita a la centenaria iglesia de la Hacienda San Manuel. Finalmente se recorre la granja educativa "El Molino" y la quesería "Las Pataguas", donde podrá degustar queso y empanadas.
- Circuito Puangue: este recorrido contempla visitas a la quesería y salón de ventas del Fundo "Peralillo", para luego conocer el hermoso Monasterio de las Carmelitas Descalzas de Melipilla. A continuación se visita la granja educativa "Puangue" donde podrá disfrutar de un rico almuerzo campesino en un ambiente campestre. El recorrido finaliza con la visita al "Vivero El Copihue".

## Servicios

### Educación
La educación en Melipilla se caracteriza por una amplia gama de establecimientos educativos, que incluyen escuelas y liceos municipales, tanto en áreas urbanas como rurales, y establecimientos particulares subvencionados y privados. Los establecimientos municipales urbanos abarcan desde la Escuela Especial de Melipilla, fundada en 1970, hasta la Escuela República de Brasil, existente desde 1921. En zonas rurales, destacan instituciones como la Escuela Carmen Bajo y la Escuela Ramón Noguera Prieto. Los liceos municipales incluyen el Liceo Politécnico, Liceo Hermanos Sotomayor Baeza, Liceo Polivalente El Bollenar y el Liceo Gabriela Mistral. Además, hay una diversidad de colegios particulares subvencionados y privados, que ofrecen distintas opciones educativas, desde el colegio San Agustín hasta el colegio Santa Mónica.
En cuanto a la cantidad, hay al menos 7 establecimientos municipales urbanos, más de 15 escuelas municipales rurales, 4 liceos municipales, una considerable cantidad de colegios particulares subvencionados, y varios colegios particulares privados. Esta diversidad refleja la amplia gama de opciones educativas disponibles en Melipilla, abarcando desde la educación básica hasta la media, y ofreciendo alternativas tanto en áreas urbanas como rurales.

#### Universidades
Melipilla cuenta con varias sedes universitarias, institutos y centros de preparación universitaria (preuniversitarios):
- Universidad de las Américas (UDLA)
- Duoc UC
- Cpech
- Preuniversitario Pedro de Valdivia

### Salud
Cuenta con el Hospital San José de Melipilla con todas las especialidades. Además, la comuna cuenta con la Clínica Maitenes distante de la ciudad y dos centros de salud destacados en la calle San Agustín; Centro Médico San Agustín y Clínica Agustinas más algunas consultas médicas y cuenta con una unidad de rescate médico avanzado perteneciente al SAMU Metropolitano. La comuna también cuenta con farmacias de las cadenas Farmacias Cruz Verde, Farmacias Ahumada, Salcobrand  o Farmacias Serrano, además cuenta con varias "farmacias de barrio".

### Seguridad
Se encuentra la Prefectura Santiago Costa, a cargo de un Coronel, en conjunto con la 24.ª Comisaría de Carabineros con destacamentos en distintos sectores de la provincia como Codigua, Pomaire y el Bollenar, además de la brigada de investigación criminal de la Policía de Investigaciones de Chile.
Cuenta también con un servicio de ayuda al vecino o seguridad ciudadana perteneciente a la Ilustre Municipalidad.

#### Bomberos
El Cuerpo de Bomberos de Melipilla fue fundado el 17 de julio de 1910. Consta de siete Compañías  entrenadas y organizadas para proteger la comuna:  Tres de ellas repartidas en la ciudad de Melipilla, una en Pomaire y otra en Bollenar:
- Primera Compañía "Ignacio Serrano"Ubicada en el centro de la ciudad
- Segunda Compañía "Cristóbal Colón" en Real Audiencia.
- Tercera Compañía "Raúl Galdames" Vicuña Mackenna Ruta 78 antigua.
- Cuarta Compañía "Manuel Rodríguez"Pomaire
- Quinta Compañía "José Miguel Carrera"Bollenar
- Sexta Compañía " El Maitén Ulmen"
- Séptima Compañía "Codigua"

## Transporte

### Arterias viales
La Avenida Vicuña Mackenna es la principal arteria vial de la comuna, siendo esta la que recibe a los visitantes cuando llegan a la ciudad. La Autopista del Sol es la principal carretera que atraviesa la comuna, conecta a Melipilla con el puerto de San Antonio y con la ciudad de Santiago, capital del país. Otras vías importantes son:
Norte-Sur:
- Calle Barros
- Avenida Ignacio Serrano (calle principal de la ciudad)
- Avenida Ortúzar (calle principal de la ciudad); Camino a Rapel; Ruta G-60
- Calle Silva Chávez
- Calle Pardo; avenida José Massoud Sarquis; camino a Valparaíso
- Calle Hurtado
- Avenida Las Torres

Oriente-Poniente:
- Avenida Vicuña Mackenna (avenida principal de acceso a la ciudad); Camino a Melipilla-El Monte; Ruta G-78
- Calle Arza
- Avenida Pablo Neruda (exavenida Santiago); calle Vargas; calle Merced
- Calle Valdés
- Avenida Libertad
- Avenida Manso
- Avenida Manuel Benítez
- Avenida Alfonso Suárez (exavenida Chile)

### Transporte público
Melipilla cuenta con distintos recorridos de micro por la ciudad, también recorridos hacia sectores rurales como Puangue, Codigua, Bollenar, Carmen Bajo, Chocalan.

### Ferrocarril

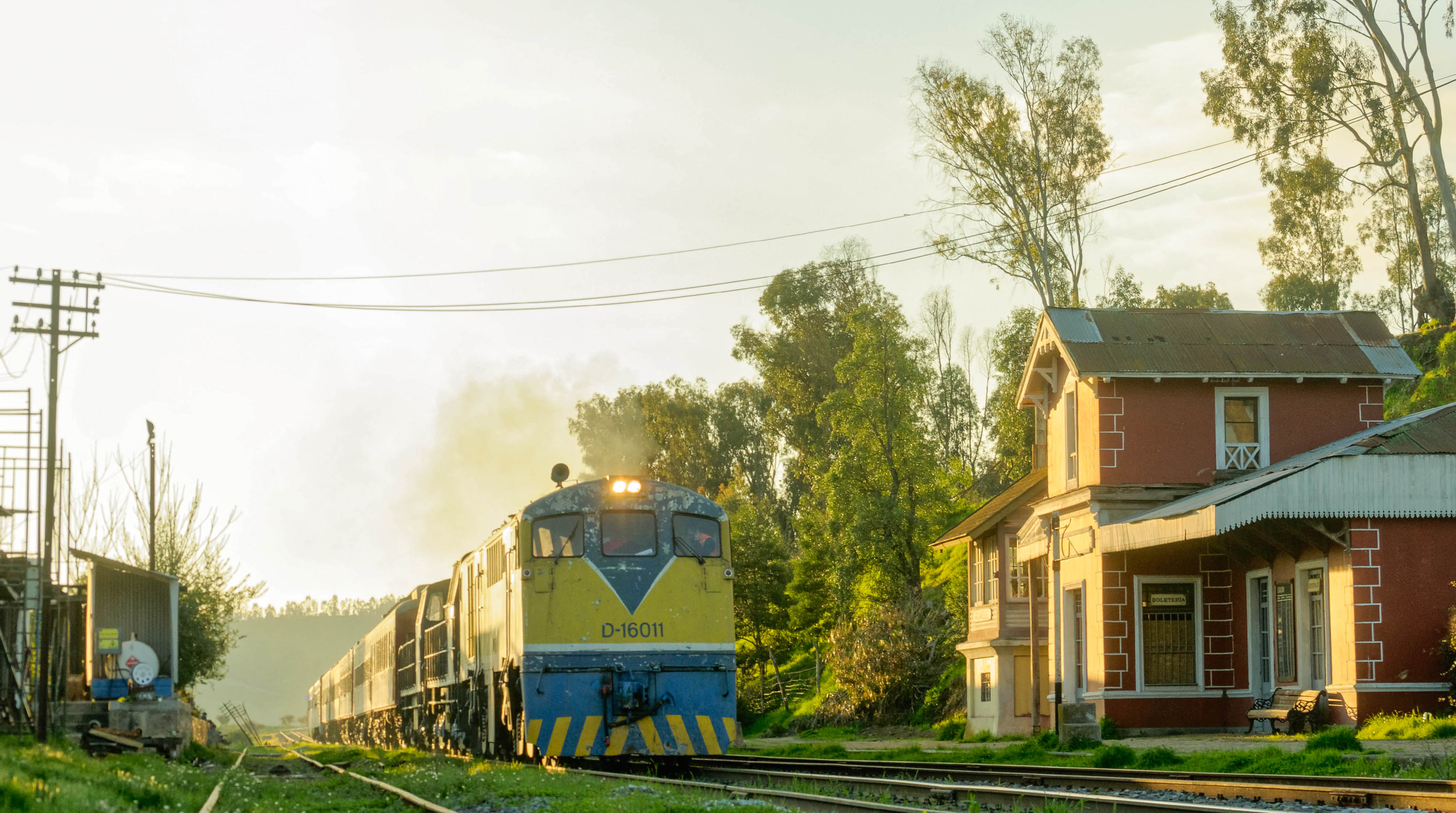
Estación Puangue, 20217.

El ramal Santiago-Cartagena, que fue inaugurado en su tramo Santiago-Melipilla el 1 de septiembre de 1893, es una línea ferroviaria que conecta Santiago con Cartagena, pasando por esta comuna. Este ramal ha sido clave en el desarrollo de la comuna, facilitando tanto el transporte de pasajeros como de mercancías. entre las estaciones se contraba la de Melipilla, la estación El Marco, estación Esmeralda y estación Puangue. Un subramal presente en la comuna fue el ramal Melipilla-Ibacache.
La estación Melipilla estuvo operativa desde su inauguración hasta 1987. Sin embargo, debido al proyecto del tren Melipilla-Estación Central en 2029 entrará nuevamente en operaciones con una Terminal Intermodal.

## Deportes
El Club de Deportes Melipilla es un equipo de fútbol chileno, de la ciudad de Melipilla en la Región Metropolitana de Santiago. Fue fundado el 24 de enero de 1992 como sucesor del Club Deportivo SOINCA Bata y actualmente juega en la Segunda División Profesional de Chile, el club ejerce de local en el estadio municipal Roberto Bravo Santibáñez con una capacidad para 5.500 espectadores.

## Medios de comunicación

### Periódicos
- El Labrador (fundado en 1921 y publicado los días miércoles, jueves, viernes y domingos)
- El Líder de Melipilla (semanario fundado en 2002 y publicado los días sábados)

### Radioemisoras

#### FM
- 89.9 MHz Radio Bío-Bío
- 95.5 MHz Radio Creativa
- 96.9 MHz Radio del Maipo FM
- 97.3 MHz Radio Amapola
- 100.7 MHz Estilo FM
- 102.3 MHz Radio Caricia
- 103.5 MHz Radio Armonía
- 105.1 MHz Radio Colo Colo
- 105.9 MHz Radio Acuarela
- 106.3 MHz Radio Eben-Ezer
- 106.7 MHz Radio Domina FM
- 107.1 MHz Radio FM Cielo
- 107.9 MHz Radio Sombras

AM
- 540 kHz Radio Ignacio Serrano

### Televisión

#### TDT
- 6.1 - TVN
- 6.2 - NTV
- 8.1 - Canal 13
- 8.2 - T13 En Vivo
- 48.1 - Chilevisión
- 48.2 - UChile TV

### Televisión de pago
- 10 - Canal 10 (Cable operadora Tu Mundo Net)
- 14 - Visión Plus TV (Cable operadora provincia de Melipilla e iptv nacional)
- 16 - Telemel (Cable operadora Melivisión)
- 57 - Canal 57 Colegio San Sebastián (Cable operadora Melivisión)

### Medios en línea
- Radio Alterna AlternaFM
- Radio Prensa Radioprensa.cl
- Red de Noticias Melipilla Redmelipilla.cl
- Somos Melipilla SomosMelipilla.cl
- El Comunicador Elcomunicador.cl
- Canal 57 Colegio San Sebastián Canal57.cl

## Personas destacadas

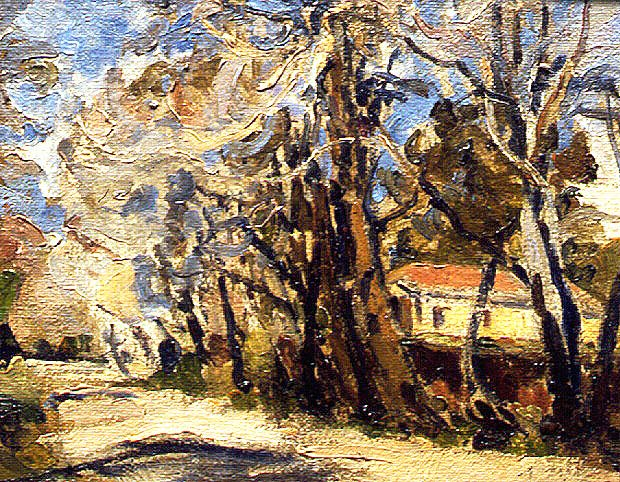
Juan Francisco González fue uno de los grandes maestros de la pintura chilena, Calle de Melipilla es una de sus obras más reconocida.

Los siguientes nombres corresponden a melipillanos, o personas que han desarrollado sus carreras en la ciudad, que forman parte de la historia de la ciudad. Algunos de ellos son:
- Ignacio Serrano Montaner: destacado marino durante la guerra del Pacífico.
- Rafael Sotomayor Baeza: abogado y destacado militar durante la guerra del Pacífico.
- Emilio Sotomayor Baeza: militar y héroe de la guerra del Pacífico, hermano del anterior.
- Juan Francisco González: pintor.
- Roberto Hernández Cornejo: historiador y periodista.
- Alejandro Venegas: escritor y profesor.
- José Santiago Aldunate: político y héroe de la Independencia.
- Policarpo Toro: marino que anexo la Isla de Pascua para Chile.
- Mons. Guillermo Vera Soto: obispo de la diócesis de Rancagua, Chile.
- Pbro. Benjamín Ulloa: sacerdote diocesano.
- Luis Ernesto Amador Guerra (Luigi): conocido peluquero y decorador.
- Mauricio Purto: médico y montañista que logró llegar a la cima del Everest.
- General (r) Eduardo Gordon: exgeneral Director de Carabineros de Chile.
- Pedro Quivira Leyton: Agricultor, exsocio León y Director de la Fundación Esperanza y Solidaridad.
- Julia Vera: alfarera de Pomaire.
- Lastenia Álvarez: primera mujer en el municipio, regidora 1935-1938.
- Corina Bravo Santibáñez: presidenta-fundadora Cruz Roja Melipilla.
- Inés Echeverría Bello: escritora, mujer muy adelantada a su época.
- Elba Quesada de Cañas: directora del Primer Liceo de Melipilla.
- Emilia Carus: Presidenta del instituto de Caridad de Melipilla.
- Purísima Martínez: cantora, una de las maestras de Margot Loyola.
- Renato Garín, abogado, diputado y convencional constituyente.
- Omar Garate, locutor de radio y dueño de radio Colo Colo.
- José Carlos Meza, Diputado de la república.